# 明石貫平35才
明石貫平35才（あかしかんぺいさんじゅうごさい）は、日本テレビ系列の「グランド劇場」枠で1983年4月30日から7月23日に放映されたテレビドラマ。

## 内容
明石貫平は元警察官で今は三重県の漁港近くの魚市場で競り師を務め、妻だった千恵子とは別れたが気楽に独身生活を送っている。ある日、その貫平の元に千恵子の娘・日出子が突然現れ、日出子に誘われるまま上京。日出子、千恵子と再婚相手の研三、研三の弟の勇と貫平は同居することになる。

## 出演
- 明石貫平：西田敏行
元警察官で今は魚市場の競り師。千恵子の元夫。頼まれると嫌とは言えないほどのお人好し。
- 並河日出子：かわずるちづえ
千恵子の娘、小学2年生。しかし貫平とは血のつながりが無いが、このことを日出子自身は知らない。貫平を叱り付けることもある。
- 並河千恵子：松原智恵子
男にフラれて自暴自棄になっていた時に貫平に出会い、親身になって世話をしてもらったことが縁で結婚。しかし三重県の田舎生活に不満を持つようになり離婚。第2話を持って死去。第3話以降も回想シーンで登場している。
- 並河勇：西城秀樹
研三の弟。スーパーマーケット「エイコー」の店長を務めている。独身。しっかりした性格で、自堕落気味な兄の金銭面や日出子のそれぞれの面倒を引き受けている。
- 並河研三：江本孟紀
千恵子の再婚相手。本職はテレビレポーターだが、売れていない。最初、日出子と馴染めなかった余り邪魔者扱いしたこともあった。貫平が来てからは、親権を巡り対立する。
- 小寺鳩子：美保純
勇のスーパーで働いているが、妊娠中。かつての恋人にフラれたが、その男性を追いかける形で上京した。様々なトラブルを起こすことに。
- 矢崎邦夫：所ジョージ
貫平の義弟。三重県在住であるが、田舎の生活に嫌気が差しており、常に隙を見て上京を図っている。貫平に命じられると仕事を放り出してでも行動するほど、貫平を尊敬して従っている。
- 矢崎則代：東啓子
- 大関たつ：初井言榮
勇の遠縁に当たる叔母で、勇のスーパーの女性従業員の寮を経営。突然来た貫平をどことなく怪しく思い、早く追い出そうとする。
- 佐藤友美
- 山下真司
- 田所重信：長門裕之
- 加瀬悦孝
- 青柳ゆかり：春やすこ
- 影山亘：四方堂亘
- 英之介：安部徹
- 奥野奈美：岡本真実

- 重村：早川雄三（第8話）
- 山崎久美：小鹿みき（第9話）
- 弥生（英之介の娘）：山本郁子（第4話、第12話）

（出典：）

## 主題歌
- 「二番目に云いたいこと｣（歌：西田敏行）
  - 作詞：西田敏行／作曲・編曲：坂田晃一（CBS・ソニー）

## スタッフ
- 脚本：松木ひろし、清水邦夫、林秀彦、井手隆久
- 音楽：坂田晃一
- 技術：原田伸夫
- 美術：門奈昌彦
- チーフカメラ：平川守利
- カメラ：竹内義仁
- 照明：高羽昇、小花広光
- 音声：中島勲、榎本伸二
- 調整（ミキサー）：阿部繁雄
- VTR：橋本慶一
- 編集（VTR編集）：伊藤信行
- 効果・選曲：丸岡宏毅、諸橋毅一
- スタイリスト：合田龍秀
- 装飾：加藤久雄
- 装置：水越和夫
- 持道具：吉田英弘
- 衣装：佐々木蔭子
- メイク：宮川富美子
- 特効：平井隆生
- フラワー（花装飾）：志村輝夫
- 造園：金子雅夫
- 記録（TK）：井上礼子
- スチール：水谷功
- PR：河村良子
- 制作補：安念正一、高木章雄
- 演出補：太田雅晴、斉藤郁宏、井上健
- 協力：SUZUYA、NICOLE、CLOVE vs CLOVES、スパードシステム株式会社 他
- 企画協力：S・H・P（青年座放送プロジェクト）
- 制作協力：青年座映画放送
- スタジオ協力：生田スタジオ（相馬清三）
- プロデューサー：中島忠史（日本テレビ）
- 演出：石橋冠、中山秀一、 吉野洋
- 製作：日本テレビ

## サブタイトル
| 話数 | 放送日        | サブタイトル             | 脚本       | 演出     | 視聴率 |
| ---- | ------------- | ------------------------ | ---------- | -------- | ------ |
| 1    | 1983年4月30日 | 私、あなたの子供よ…      | 松木ひろし | 石橋冠   | 20.3%  |
| 2    | 5月7日        | 娘の逆噴射!              | 松木ひろし | 石橋冠   | 14.4%  |
| 3    | 5月14日       | 2分の1の父親             | 清水邦夫   | 石橋冠   | 10.5%  |
| 4    | 5月21日       | 就職はしたけれど…        | 松木ひろし | 中山秀一 | 17.1%  |
| 5    | 5月28日       | サインから生まれた演奏会 | 松木ひろし | 石橋冠   | 15.8%  |
| 6    | 6月4日        | もしも俺がいなければ…    | 林秀彦     | 石橋冠   | 12.9%  |
| 7    | 6月11日       | お前のパパは2人だけ!     | 松木ひろし | 吉野洋   | 16.0%  |
| 8    | 6月18日       | 約束してね、ホームラン!  | 松木ひろし | 中山秀一 | 19.4%  |
| 9    | 6月25日       | パパ、お見合いするの?    | 松木ひろし | 吉野洋   | 18.2%  |
| 10   | 7月2日        | 意気地なし、大キライ!    | 松木ひろし | 中山秀一 | 15.5%  |
| 11   | 7月9日        | パパ、ワタシ家を出ます!  | 井手隆久   | 石橋冠   | 17.3%  |
| 12   | 7月16日       | お兄チャン、死なないで!  | 松木ひろし | 吉野洋   | 17.8%  |
| 13   | 7月23日       | さよならは言わないで     | 松木ひろし | 石橋冠   | 15.0%  |

## その他
- ビデオ化やDVD化などのソフト化は行われていない。
- 日テレプラスで2012年に再放送された実績がある[4]。
- 共演の西城秀樹デビュー50周年を記念して2022年4月9日から5月7日まで毎週土曜18:30よりホームドラマチャンネルでも再放送された[5]。
  - 4月9日 - 第1話、第2話
  - 4月16日 - 第3話 - 第6話
  - 4月23日 - 第7話 - 第10話
  - 5月7日 - 第11話 - 第13話